# Senostoma rubricarinatum
Senostoma rubricarinatum är en tvåvingeart som först beskrevs av Macquart 1846.  Senostoma rubricarinatum ingår i släktet Senostoma och familjen parasitflugor. Inga underarter finns listade i Catalogue of Life.